# ياسين أباد
ياسين‌ أباد هي قرية في مقاطعة سردشت، إيران. يقدر عدد سكانها بـ 94 نسمة بحسب إحصاء 2016.